# Terapia empirica
In ambito medico la terapia empirica un trattamento basato sull'esperienza e, più in particolare, una terapia iniziata sulla base di un'ipotesi clinica in assenza di informazioni complete o esaustive. Essa viene intrapresa prima della conferma finale di una diagnosi o in assenza di una completa comprensione della fisiopatologia della condizione.
La terapia empirica trova il suo più frequente utilizzo nella somministrazione di antibiotici ad un paziente prima che sia stato possibile individuare il batterio specifico che ha causato l'infezione. Cercare di combattere l'infezione il prima possibile è fondamentale per ridurre al minimo la morbilità, i rischi e le complicanze, dunque spesso si preferisce iniziare una terapia empirica piuttosto di aspettare per avere maggiori informazioni sull'agente eziologico. Alcuni esempi di questo approccio includono gli antibiotici somministrati per la polmonite, per le infezioni del tratto urinario e per il sospetto di meningite batterica.